# مسجد و آرامگاه هاجر خاتون
مسجد و مقبره هاجر خاتون مربوط به دوره قاجار است و در سنندج، محدوده خیابان صلاح الدین وامام خمینی و طالقانی واقع شده و این اثر در تاریخ ۱۹ مرداد ۱۳۷۹ با شمارهٔ ثبت ۲۷۷۰ به‌عنوان یکی از آثار ملی ایران به ثبت رسیده است.